# Air Libya
Air Libya est une compagnie aérienne charter privée, basée à Benghazi, en Libye. Elle a été créée en 1996 sous le nom de Tibesti Air Libya et était initialement basé à Tripoli. La société exploite désormais des vols charters en appui d'opérations sur les champs pétrolifères, ainsi que des services d'affrètement réguliers et ad hoc. Sa base principale est à l'aéroport international de Benina à Benghazi. Elle figure sur la liste des compagnies aériennes interdites d'exploitation dans l'Union européenne.

## Destinations

### Destinations actuelles
Depuis janvier 2021, Air Libya ne dessert aucune destination régulière.

### Destinations terminées
- Agadez - Aéroport Agadez
- Alexandrie - Aéroport international d'Alexandrie
- Al Fashir - Aéroport d'El Fasher
- Benghazi - Aéroport de Benghazi
- Koufra - Aéroport de Koufra
- N'Djaména - Aéroport de N'Djaména
- Sabha - Aéroport de Sabha
- Tobrouk - Aéroport de Tobrouk

## Flotte

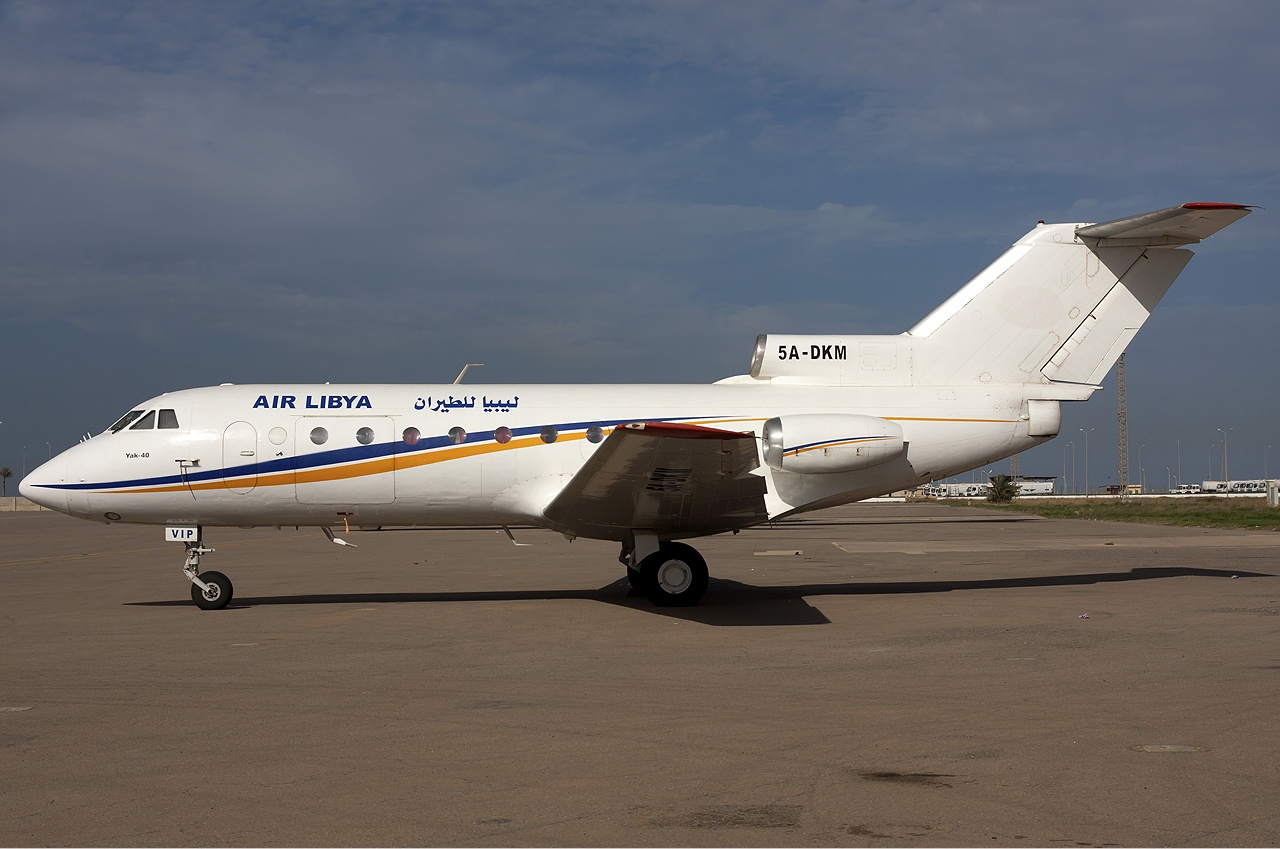
Air Libye, Yakovlev Yak-40, Mitiga, 2007.

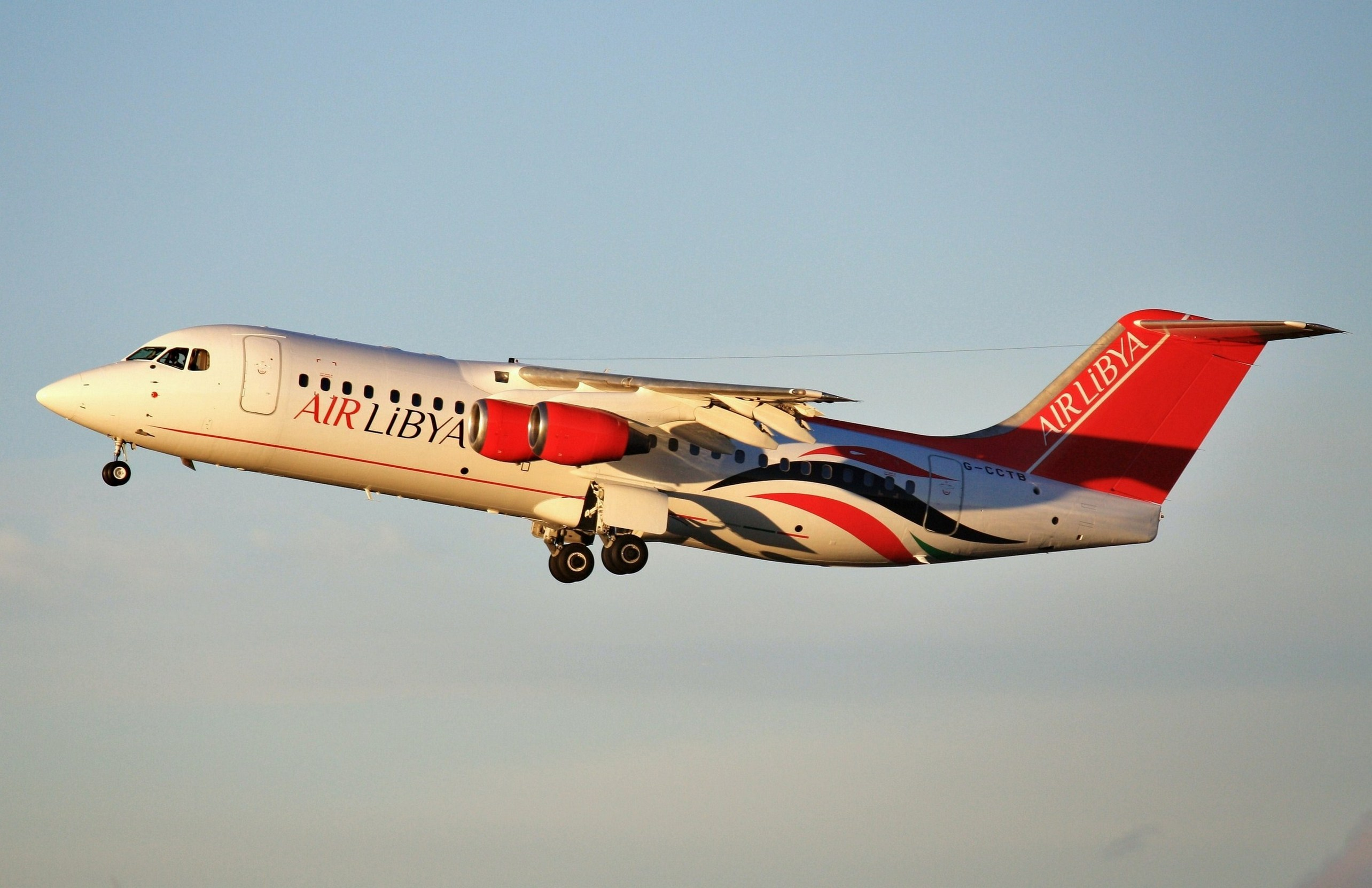
Photo de 2012 d'un avion d'Air Libya avec un nouveau design de peinture.

### Flotte actuelle
La flotte d'Air Libya se compose des appareils suivants (en août 2019) :

### Ancienne flotte
La compagnie aérienne opérait auparavant:
- 1 Boeing 737-200
- 1 Boeing 737-500 (à partir d'août 2017)[4]